# Andreas Knebel
Andreas Knebel (n. 21 iunie 1960, Sangerhausen, Republica Democrată Germană, Germania) este un atlet ce a reprezentat Republica Democrată Germană, medaliat olimpic. A participat la o ediție a Jocurilor Olimpice (1980) în care a câștigat o medalie de argint în proba de 4x400 m. La Campionatul European în sală din 1981 a cucerit medalia de aur la 400 m.

## Palmares
| An   | Competiție                               | Locație                    | Loc | Eveniment | Note    |
| ---- | ---------------------------------------- | -------------------------- | --- | --------- | ------- |
| 1979 | Campionatul European de Juniori (sub 20) | Bydgoszcz, Polonia         | 2   | 400 m     | 46,45   |
| 1979 | Campionatul European de Juniori (sub 20) | Bydgoszcz, Polonia         | 3   | 4x400 m   | 3:07,35 |
| 1980 | Jocurile Olimpice                        | Moscova, Uniunea Sovietică | 2   | 4x400 m   | 3:01,26 |
| 1981 | Campionatul European în sală             | Grenoble, Franța           | 1   | 400 m     | 46,52   |
| 1982 | Campionatul European                     | Atena, Grecia              | 2   | 400 m     | 45,29   |
| 1983 | Campionatul Mondial                      | Helsinki, Finlanda         | 4   | 4x100 m   | 38,51   |